# Балашов, Олег Александрович (офицер КГБ)
Олег Александрович Балашов (18 декабря 1945, Москва — 10 мая 2010, там же) — полковник КГБ СССР, сотрудник группы «А» Седьмого управления КГБ СССР (ныне спецподразделение «Альфа» ЦСН ФСБ). Участник штурма Тадж-Бека, дважды кавалер Ордена Красной Звезды и почётный сотрудник госбезопасности.

## Биография
Родился 18 декабря 1945 года в Москве. Мать в годы войны трудилась на заводе «Знамя революции» фрезеровщицей и была награждена медалью «За оборону Москвы», старший брат — подводник, капитан 1-го ранга ВМФ СССР. С детства Олег увлекался чтением фантастической и приключенческой литературы, в том числе и книгами о разведчиках, что предопределило его службу в спецподразделении «Альфа». В 1961 году Олег поступил учеником токаря на тот же завод «Знамя революции», учился в школе рабочей молодёжи. Срочную службу проходил в 1964—1967 годах, окончил школу по подготовке младших специалистов для ракетных площадок (полигон Капустин Яр), далее был направлен в Нижний Тагил. Дослужился до звания старшего сержанта и командира взвода, после демобилизации работал на заводе токарем в составе экспериментальной группы и был комсомольским активистом.
В 1967 году был приглашён на работу в КГБ СССР, в течение года проходил медицинские комиссии и позже был зачислен в Седьмое управление КГБ СССР, известное как «артисты» и занимавшееся наружным наблюдением. В рамках этой работы Балашов посещал театры и галереи Москвы, а также рестораны, стараясь смешаться с толпой зарубежных туристов. Участвовал в задержании и выдворении из страны известного писателя Александра Солженицына, опубликовавшего незадолго до этого за границей книгу «Архипелаг ГУЛАГ». 12 февраля 1973 года сотрудники КГБ СССР (сотрудники Второго, Пятого и Седьмого управлений) арестовали Солженицына в его доме в Козицком переулке, где жила его жена Наталья Дмитриевна Светлова, после чего доставили в следственный изолятор «Лефортово». На следующий день Солженицына доставили в аэропорт Шереметьево, где ему сообщили о выдворении из СССР и лишении советского гражданства. В сопровождении сотрудников КГБ Солженицын прибыл самолётом в Франкфурт-на-Майне, где получил от них же сумму в 500 марок, а в тот же день Балашов вернулся в Москву.
Осенью 1974 года была создана группа «А» на базе 3-го отдела Седьмого управления КГБ СССР: причиной для создания группы стала необходимость обеспечить безопасность Олимпиады в Москве после прогремевшего на Мюнхенской Олимпиаде теракта. В 1976 году Балашов окончил Высшую школу КГБ СССР по специальности «юрист», а 22 февраля 1978 года был зачислен в Группу «А» после встречи с Г. Н. Зайцевым. Участвовал в различных соревнованиях по лыжным гонкам, стрельбе и плавании среди членов группы «А». Весной 1979 года прибыл в составе «Альфы» в Афганистан, где обеспечивал безопасность посла СССР в ДРА А. М. Пузанова и генерал-лейтенанта Первого главного управления КГБ СССР Б. С. Иванова, а также их семей; обеспечивал также безопасность военных советников в провинция Гардез, Мазари-Шариф, Герат, Джелалабад и Кандагар. В провинции Герат группа «А» вынуждена была вести бои против мятежников, которые разграбили военные склады, начали вести погромы государственных органов и убивать функционеров. 
В декабре 1979 года Балашов участвовал в штурме дворца Амина как боец нештатной группы «Гром»: во время штурма он ехал в головной БМП как старший при 2-й боевой группе. В ходе боя его БМП пробила шлагбаум возле КПП, выехала на площадку перед Тадж-Беком и была подбита огнём из дружественной ЗСУ-23-4 «Шилка». Экипаж вынужден был десантироваться из горящей машины, подорванной гранатой, и тут же попал под обстрел противника. Балашов, по воспоминаниям Ю. И. Дроздова и В. Н. Курилова, обстреливал окна дворца в ходе штурма, а в какой-то момент был даже ранен: одна из пуль пробила бронежилет и вышла между рёбер наружу, не задев сердце; две пули попали в каску Tig с забралом, которая выдержала попадания. В дальнейшем Балашов выезжал в 1984 и 1985 годах в ДРА как руководитель нештатных оперативно-боевых групп. Участвовал в таких операциях, как нейтрализация двух вооружённых дезертиров в школе города Сарапул 17 марта 1981 года (член группы захвата). 8 марта 1988 года группа Балашова была поднята по тревоге и направлена в Выборг, где семья Овечкиных захватила самолёт с пассажирами, но не успела: к моменту прибытия группы самолёт уже горел, погибли четверо пассажиров и ещё 36 были ранены. Балашов утверждал, что руководство МВД неудачно провело операцию, решив не дожидаться прибытия группы «А», что и привело к жертвам среди гражданских.
В 1993 году Балашов вышел в отставку в звании полковника: последней его должностью был пост начальника отдела Оперативно-поискового управления Министерства безопасности Российской Федерации. Позже он избирался председателем ЦК Общероссийского профсоюза негосударственных предприятий безопасности, возглавлял частное охранное предприятие «Альфа-Безопасность» как генеральный директор, участвовал в работе ветеранского содружества Группы «Альфа». Свободное время посвящал жене и детям. Неоднократно выступал по телевидению: в 2001 году освещал захват самолёта террористами в Медине, подвергнув критике действия спецподразделений Саудовской Аравии, по вине которых погибли бортпроводница и пассажир, а в 2002 году был комментатором экстренного выпуска новостей на Первом канале во время операции по освобождению заложников в театральном центре на Дубровке. Награждён двумя орденами Красной Звезды, медалями «За безупречную службу» всех трёх степеней, медалями 60-летия и 70-летия Вооружённых сил СССР, медалью Ветерана вооружённых сил СССР и знаком «Почетный сотрудник госбезопасности».
Скончался 10 мая 2010 года. Траурная церемония прошла 12 мая в Ритуальном зале ФСБ на Пехотной улице: на прощании присутствовали почти все ветераны первых призывов и участники штурма дворца Амина. Там же состоялось отпевание. Полковник Балашов был похоронен на Митинском кладбище с отданием воинских почестей.